# Sulculeolaria biloba
Sulculeolaria biloba är en nässeldjursart som först beskrevs av Sars 1846.  Sulculeolaria biloba ingår i släktet Sulculeolaria och familjen Diphyidae. Inga underarter finns listade i Catalogue of Life.